# ارگ کریم‌خان
ارگ کریم‌خان ارگی است که در مرکز شیراز قرار دارد. این ارگ در زمان سلطنت سلسله زندیه ساخته شده‌است و پس از اینکه کریم خان زند، شیراز را به عنوان پایتخت و این مکان را به‌عنوان مکان زندگی خود انتخاب کرد، به ارگ کریم‌خانی معروف شد. در زمان سلطنت سلسله قاجار، از ارگ به‌عنوان دارالحکومهٔ امرای فارس و از ۱۳۱۰ خورشیدی، از آن به‌عنوان زندان شهربانی استفاده می‌شد. در سال ۱۳۵۰، این ارگ به اداره فرهنگ و هنر وقت واگذار شد. 
این ارگ زیر نظر وزارت میراث فرهنگی جمهوری اسلامی ایران اداره می‌شود و مرمت نیز شده‌است. از این ارگ به‌عنوان موزه نیز مورد استفاده قرار گرفته‌است.
این اثر در ۱۴ خرداد ۱۳۵۱ با شمارهٔ ثبت ۹۱۸ به‌عنوان یکی از آثار ملی ایران به ثبت رسیده‌است.

## تاریخچه
ساخت ارگ بین سال‌های ۱۷۶۶ و ۱۷۶۷ میلادی انجام شد و کریمخان بهترین معماران زمان خود را جهت ساخت آن بکار گرفت. او همچنین بهترین مصالح را از داخل و خارج کشور تهیه و ساخت بنا را به‌سرعت تمام کرد. این بنا در دوره زندیه به‌عنوان محل استقرار حکومت و در دوره قاجاریه به‌عنوان محل زندگی فرمانداران محلی استفاده می‌شد. عبدالحسین میرزا فرمانفرما حکم‌ران فارس، دستور به بازسازی مینیاتورهای نقاشی شده در این بنا داد.

## طراحی بنا

نمای شرقی ارگ کریمخان زند - شیراز

بنای ارگ ترکیبی از دو معماری مسکونی و نظامی است. بخش درونی ارگ با ایوان‌ها و اتاق‌های نقاشی شده، آبنماها و باغچه‌ها از ظرافت خاصی برخوردار است. سه ضلع شمال، جنوب و غرب هر یک دارای یک ایوان و شش اتاق مسکونی در دو طرف آن است. ضلع شرقی شامل حمام خصوصی و برخی امکانات خدماتی است.
برج و باروی چهارگانه به انضمام خندقی که سابقاً دور آن حفر شده بود نیز نقش دفاعی بنا را بر عهده داشته‌اند. ضخامت دیوارها در پایه ۳ متر و در بالا ۱۲ متر است. ارتفاع برج‌ها نیز ۱۴ متر می‌باشد و از آجر ساخته شده‌اند.
یکی از برج‌های چهارگانه این ارگ مانند برج پیزا کج شده بوده و به این خاطر یکی از جاذبه‌های گردشگری شیراز به حساب می‌آمد. روند توقف کج‌شدگی این برج به لحاظ فنی و مهندسی مورد اهمیت قرار دارد.
برج جنوب غربی 

## توصیف محوطه
نمای بیرون این بنا آجرکاریست و بلندی دیوارهای کنگره‌دار ۱۲ متر است که در هر گوشه یک برج ۱۴ متری برپا شده. در قسمت لبه‌های دیوار جان پناه‌های بسیار مناسبی جهت دیده‌بانی و تیراندازی به هنگام جنگ ساخته شده‌است. ظاهر بنا حتی در محوطهٔ داخلی تزیین زیادی ندارد و تنها به نمای داخلی اتاق‌ها محدود می‌شود.
مصالح عمدهٔ به کار رفته دربنا آجر و سنگ می‌باشد که تنها سنگ مرمر به کاررفته و از تبریز آورده شده بود.
ساختمان ارگ دارای دیوارهای بسیار ضخیم و نفوذ ناپذیریست. بیشترین ضخامت دیوارها در دیوارهای بیرونی ارگ وجود دارد. در این دیوارها در قسمت بالا ناودان‌هایی سنگی جهت باران درست شده و نیز مزغل‌هایی جهت تیراندازی تعبیه شده‌است.
برج‌ها در چهارگوشه ارگ ساخته شده و هر یک ۶ متر شالوده دارد. گفته شده در هنگام ساخت این بنا به علت نشست خاک و نامناسب تشخیص دادن خاک شمال غربی جهت ایجاد برج می‌بایست وزن زیادی را تحمل کند محل ساخت آن چند متر به سمت غرب کشیده شده به همین علت این برج در راستای برج‌های دیگر نیست و به شکل ذوزنقهٔ ناقص درآمده است. این برج‌ها دارای سه طبقهٔ مجزا هستند و توسط راه پله‌هایی به صورت دورانی قابل رفت‌وآمد می‌باشد. در این طبقات دو اتاق وجود دارد یک اتاق جهت استراحت نگهبانان و یک اتاق جهت نگهداری اسلحه. این برج‌ها توسط دری به پشت راه دارد. ورودی ارگ در نمای بیرونی با یک تابلوی بزک کاشیکاری صحنه نبرد رستم با دیو سفید مزین شده که مربوط به دورهٔ قاجار است. نمای کاشی‌کاری محوطهٔ داخلی در ضلع شرقی بالای در ورودی کاملاً از میان رفته‌است.
وجود شیر سرها در دور تا دور لبهٔ بام ضمن جلوگیری از تابش مستقیم خورشید در ظهر تابستان به داخل اتاق‌ها در هنگام بارندگی به خوبی از پنجره‌های بزرگ گره چینی محافظت می‌کند.
سنگ‌های به کار رفته از جنس سنگ آهک معروف به گندمک می‌باشد. بر روی این سنگ‌ها علامتی است که منحصر به افراد سنگتراش سازندهٔ آن قطعات می‌باشد و به منزلهٔ مهر سنگتراش است.

## ارتباط اتاق‌ها
تمامی اتاق‌ها از قسمت داخل به هم مرتبط می‌شود و بدون بیرون آمدن از فضای داخلی قابلیت رفت‌وآمد دارند. ورودی اتاق‌ها کاملاً روبروی یکدیگر است و تنها یک فضای راهرو مانند میان دو اتاق فاصله انداخته‌است.
اتاق‌های کوچک بالای راهروها که شامل چهار اتاق در هر ضلع می‌شود با مقرنس و تزییناتی مشابه مزین شده ولی در نقاشی آن مواد و مصالح با درجهٔ کیفیت پایین بکار رفته‌است.
این اتاق‌های کوچک در قسمت پشتی دارای پستویی هستند که روبه روی پستوهای پایین ساخته شده‌است. افزون بر این اتاق‌ها در هر ضلع در دو طرف شاهنشین راهروهای کوچکی وجود دارد که راه ارتباطی با محوطه می‌باشد هیچ ارتباطی با اتاق‌های اصلی ندارد. به نظر می‌رسد در راهروها اتاق‌های کوچکی ساخته شده که توسط پلکانی به راه رو پایین متصل می‌شود. این فضا بیشتر جهت استراحت غلامان بوده‌است.

### اجزای معماری در داخل اتاق‌ها
رنس
طاقچه‌های بالای دوال
سردر
ازاره‌های اتاق
کفپوش
ارسی
پستو
طاقچه‌های پایین
قطاربندی
کتیبه‌های بالای طاقچه‌های پایین
قوش مقرنس سقف‌ها در هر یک از اتاق‌های ارگ منحصر به فرد می‌باشد. و تنها در دیگر اتاق ضلع شمالی وجنوبی سقف‌ها با مقرنس کامل و دو برابر طاق‌های معمول در ارگ کار شده.
نقش مایهٔ داخل طاقچه‌ها ی بالای دوال شامل نقوش تذهیبی می‌باشد. که معمولاً از سه چیز تشکیل شده‌است در قسمت وسط یک نقش بزرگ‌تر و در بالا و پایین آن نقش شاپرک.

## شاه‌نشین
شاه‌نشین‌های سه ضلع شمالی غربی و جنوبی مرسوم به تالار بلندپایهٔ بهشت پیرایه است.
شاهنشین شمالی برای زمستان بسیار مناسب می‌باشد. دو ستون جلوی این شاه‌نشین از سنگ یکپارچه معروف به گندمک می‌باشد که بر روی آن تزینات گل شاه عباسی نقش بسته‌است. در این شاه‌نشین که نمای بسیار زیبایی دارد یک نیم کاسهٔ مقرنس رو به حیاط وجود دارد و زیر آن بخاری قرار دارد و قسم دوال زیر سقف با مقرنس تزیین شده و سقف کاذب آن چوبی بوده‌است. اتاقهای شمالی کاملاً قرینهٔ قسمت جنوبی می‌باشد.
در جبههٔ غربی شاهنشین اصلی که روب روی حوض بزرگ است قرار دارد. این شاهنشین به جای ستون‌های سنگی دارای ستون‌های چوبی با نقوش تزیین مارپیچ است. چوب این ستون‌ها یک تکه و از جنس چوب سرو است و قسمت بالای آن مقرنس کار شده‌است. (قسمت تحتانی ستون چوبی اخیراً مورد مرمت قرار گرفته) شاه‌نشین ضلع غربی کاربردی تابستانه دارد.

## حوض آب
حوض آب با سنگ‌های یکپارچه است که با فواره‌هایی همراه می‌باشد. جنس سنگ آن از نوع آهکی و معروف به اتابک است. این نوع حوض در برابر آب بسیار مقاوم است.
حوض‌های شمالی و جنوبی در امتداد خود آبراهه‌ای دارد که در انتها به یک گودال مکعب شکل سنگی منتهی می‌شود.

## سامانهٔ آبرسانی ارگ
آب این مجموعه از آب قنات رکن‌آباد معروف به رکنی تأمین شده‌است. این آب از نظر املاح معدنی بهترین آب شیراز محسوب می‌شده‌است و هم‌اکنون با خراب شدن این قنات سیستم آبرسانی این مجموعه از میان رفته‌است.

## حمام ارگ

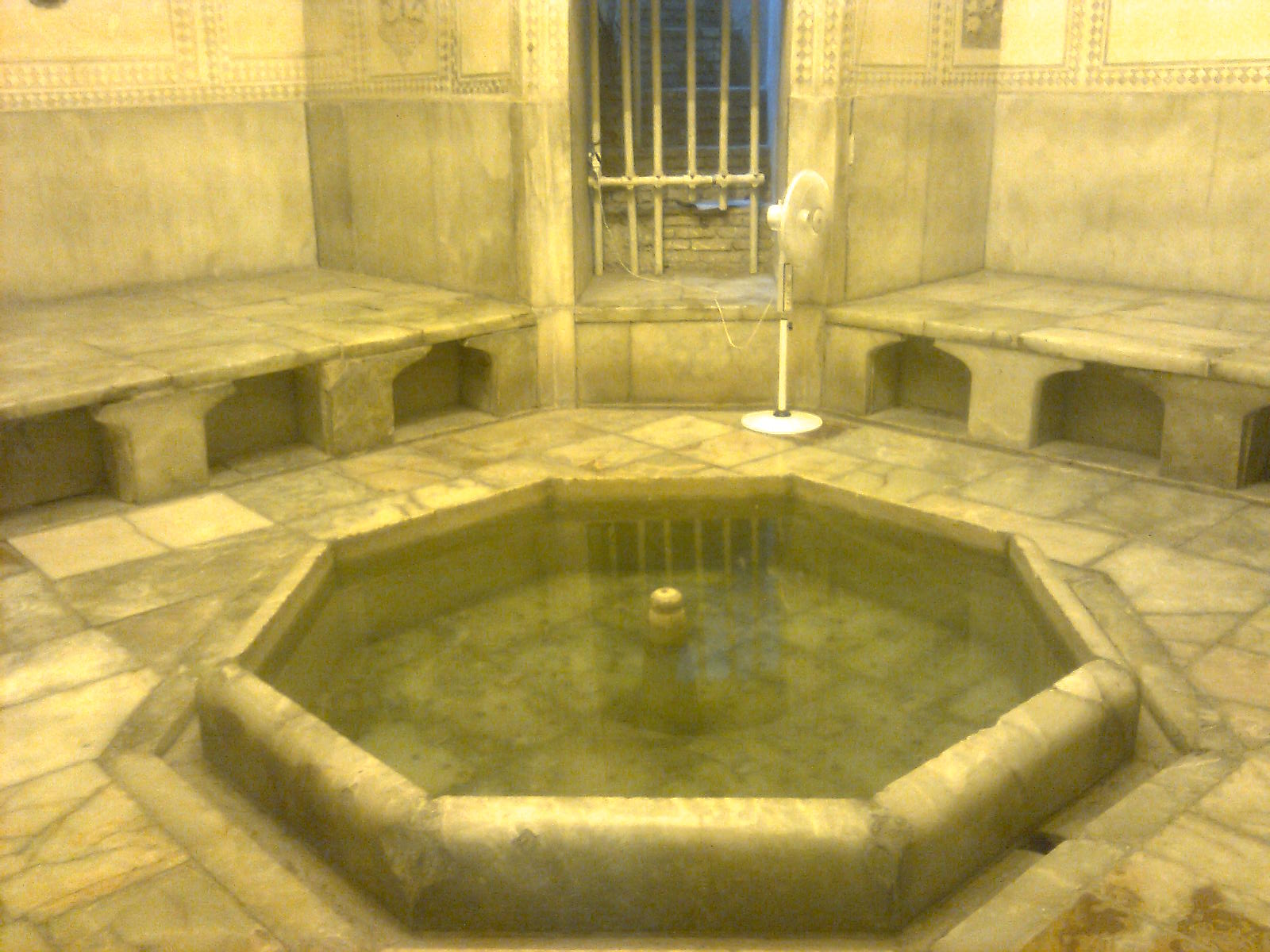
حوض حمام ارگ کریمخانی

حمام ارگ جزو نخستین حمام‌های اختصاصی با این سبک در ایران می‌باشد و جهت استحمام خانوادهٔ سلطنتی مورد استفاده قرار می‌گرفته‌است.
قسمت اول ورود به حمام سربینهٔ آن می‌باشد. در این مکان چهار سکو جهت نشستن و لباس کندن دارد.
در وسط این قسمت حوض هشت گوشی وجود دارد. در گوشه‌ای از سربینهٔ محلی برای گرم کردن فضا توسط آتش و درست کردن چای و قلیان کشیدن تعبیه شده.
در زیر سکوهای سربینه محل گذاشتن کفش و بسته لباس بوده‌است.
کارهایی که در سربینه انجام می‌گرفته شامل:
حجامت
خالکوبی
مشت و مال
صحبت کردن
صرف چای و قلیان کشیدن بوده.
سربینه توسط راهرویی به گرم‌خانه متصل می‌شود.
گرم‌خانهٔ حمام سه قسمت را شامل می‌شود:
فضای گرم‌خانه
خزینه
نورخانه
گرم‌خانه توسط کانال‌هایی که جهت جریان هوای گرم به زیر دیگ خزانه متصل است وجود دارد.
خزینه سه قسمت دارد؛ در قسمت وسط دیگ مسی نصب شده و در زیر دیگ آتش روشن می‌شده‌است. دو حوض طرفین آن حاوی آب ولرم بوده‌است.

## کاربری
در حال حاضر این مجموعه به عنوان یک بنای تاریخی و دیدنی محسوب می‌شود. که هر ساله افراد زیادی از سراسر دنیا برای دیدن این بنای تاریخی می‌آیند؛ و از نزدیک شاهد زیبایی‌های این بنا می‌شوند.

## وضعیت موجود
قسمت‌هایی از این بنا به منظور جلوگیری از شدت آسیب‌دیدگی توسط گروه‌های کارشناس مرمت احیا شده‌است. با این حال با گذشت زمان قسمت‌هایی از طرح‌ها و نقاشی‌ها و مقرنس‌های سقف‌ها از میان رفته‌است.
اما متأسفانه به دلیل ناآگاهی مردم از ارزش و اهمیت بناهای تاریخی شاهد یادگاری‌هایی در قسمت‌های مختلف این بنا می‌باشیم؛ که موجب خراب شدن بنا می‌شود. همهٔ افراد جامعه باید برای فرهنگ‌سازی این موضوع و مراقبت از میراث‌های با ارزش بکوشیم تا بیش از این آثار با ارزشی که از گذشته برای آیندگان مانده از میان نبریم.

## پیشینهٔ پژوهشی
آخرین پژوهشی که در رابطه با بنای ارگ کریم خان زند صورت گرفته توسط آقای هوشنگ اسفندیاری (دکتری رشتهٔ مرمت) صورت گرفته که دربارهٔ معماری و توصیف محوطه و نقوش و تزیینات این بنا تحقیق کرده‌اند. همچنین سرپرست کارگاه مرمت ارگ کریم خان بوده‌اند.

## نگارخانه

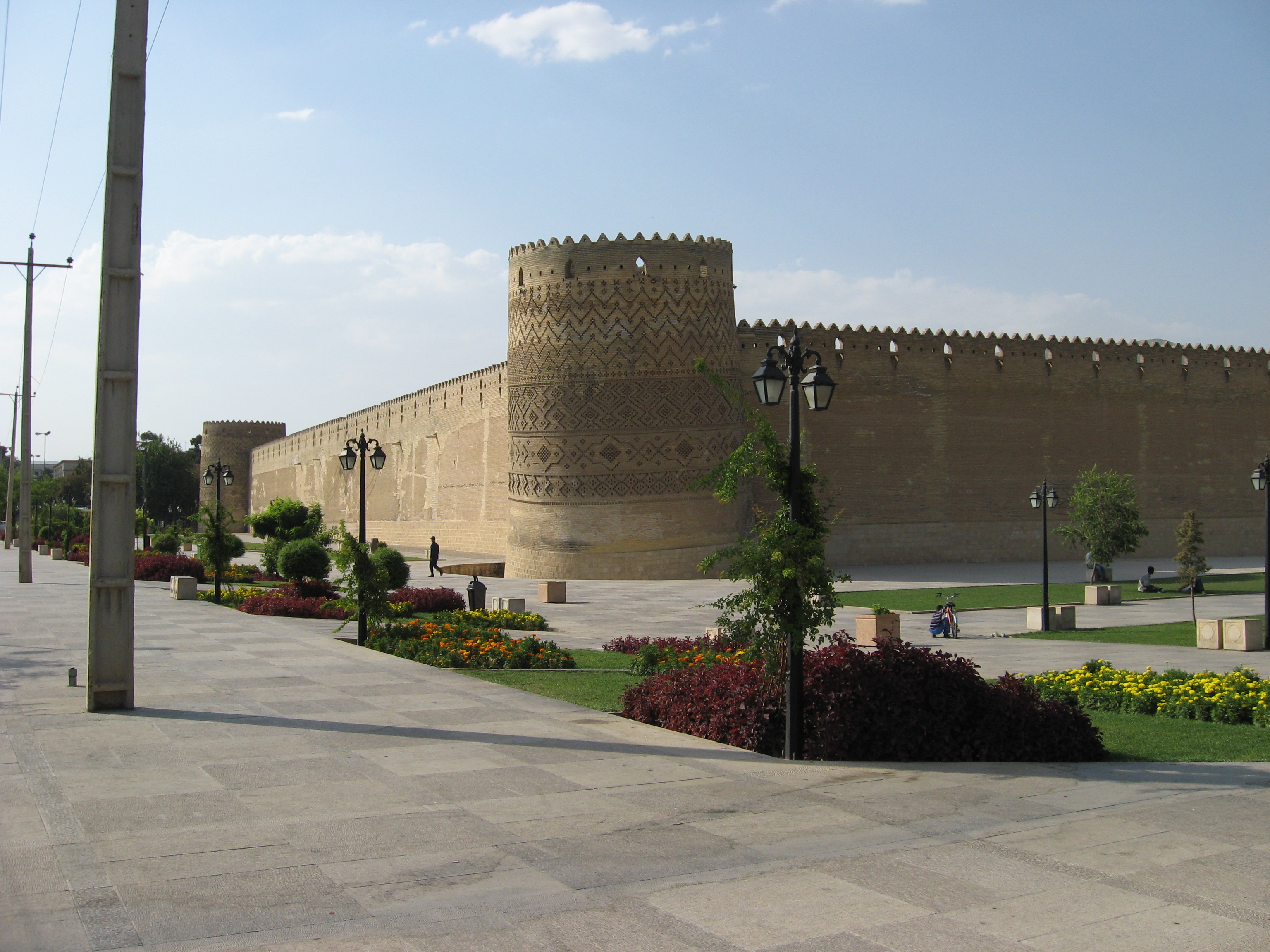
دیوار جنوبی و شرقی ارگ
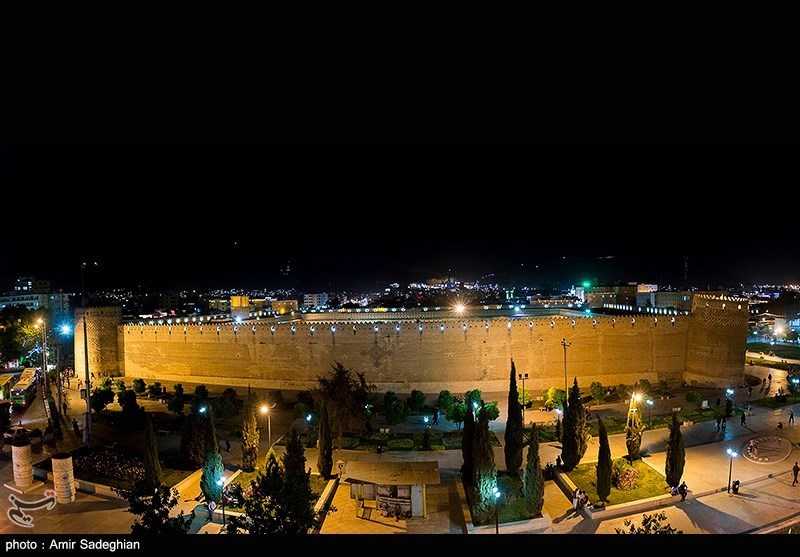
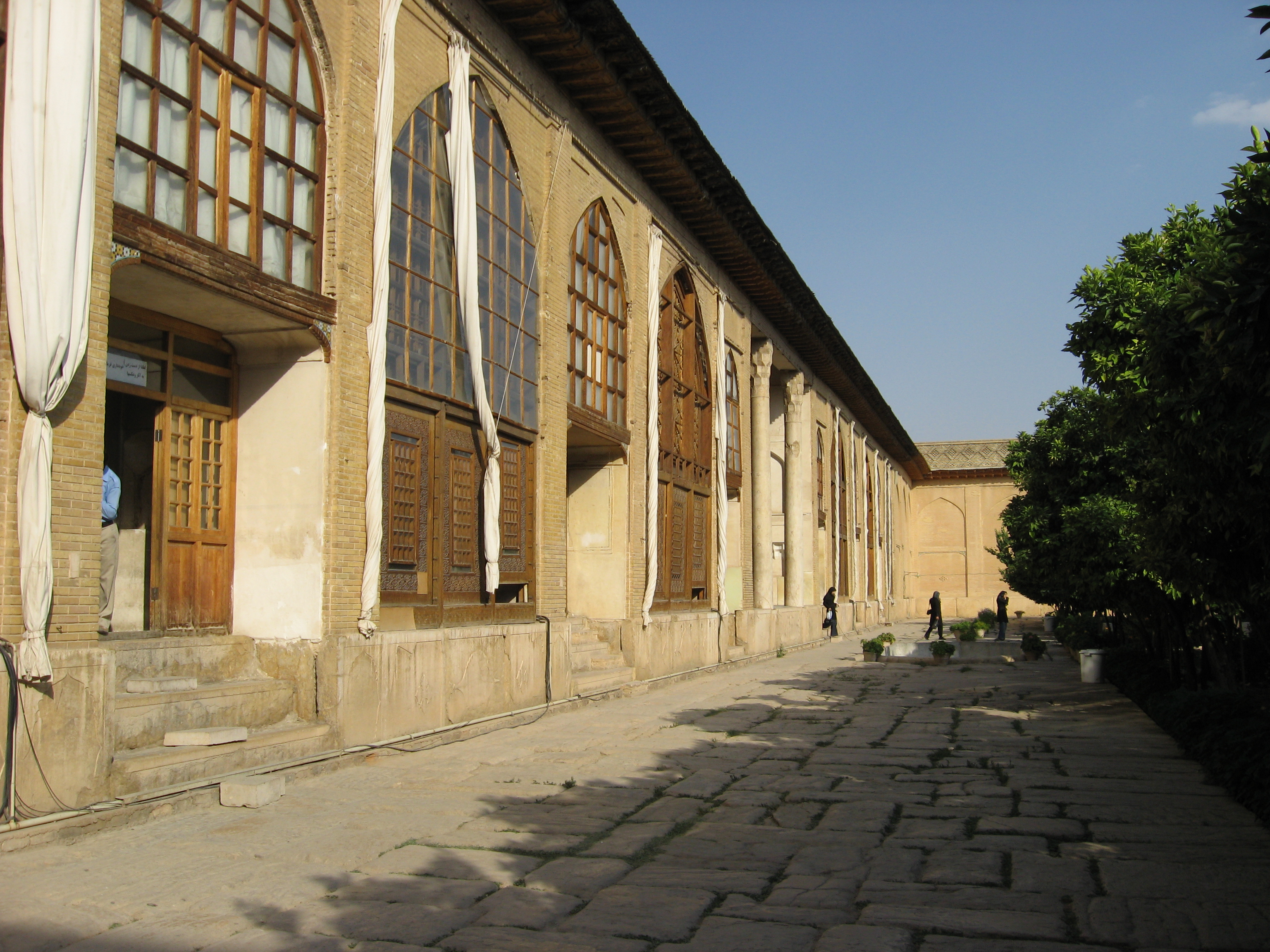
نمایی از درون ارگ
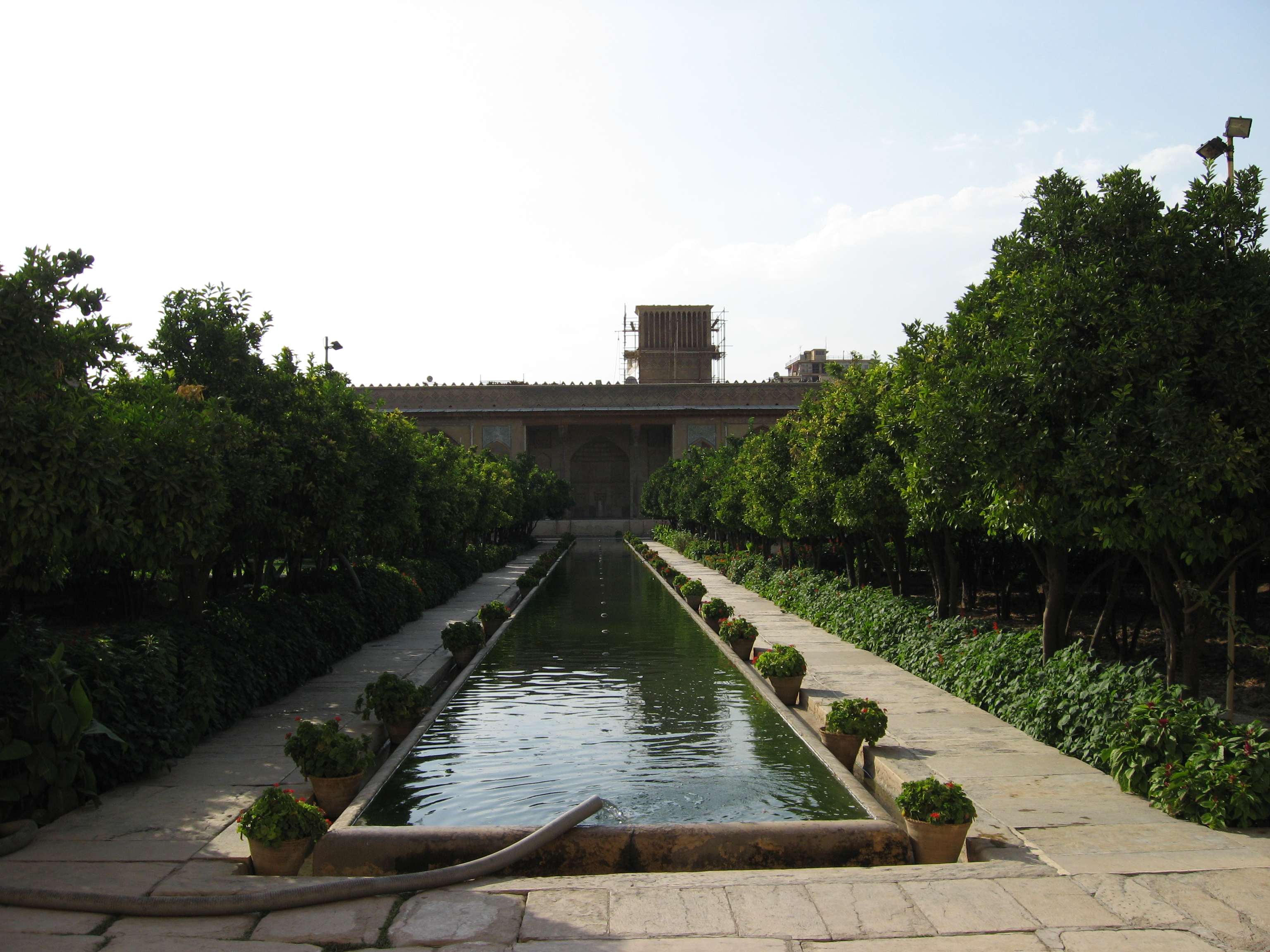
نمایی از حوض درون ارگ و ایوان غربی
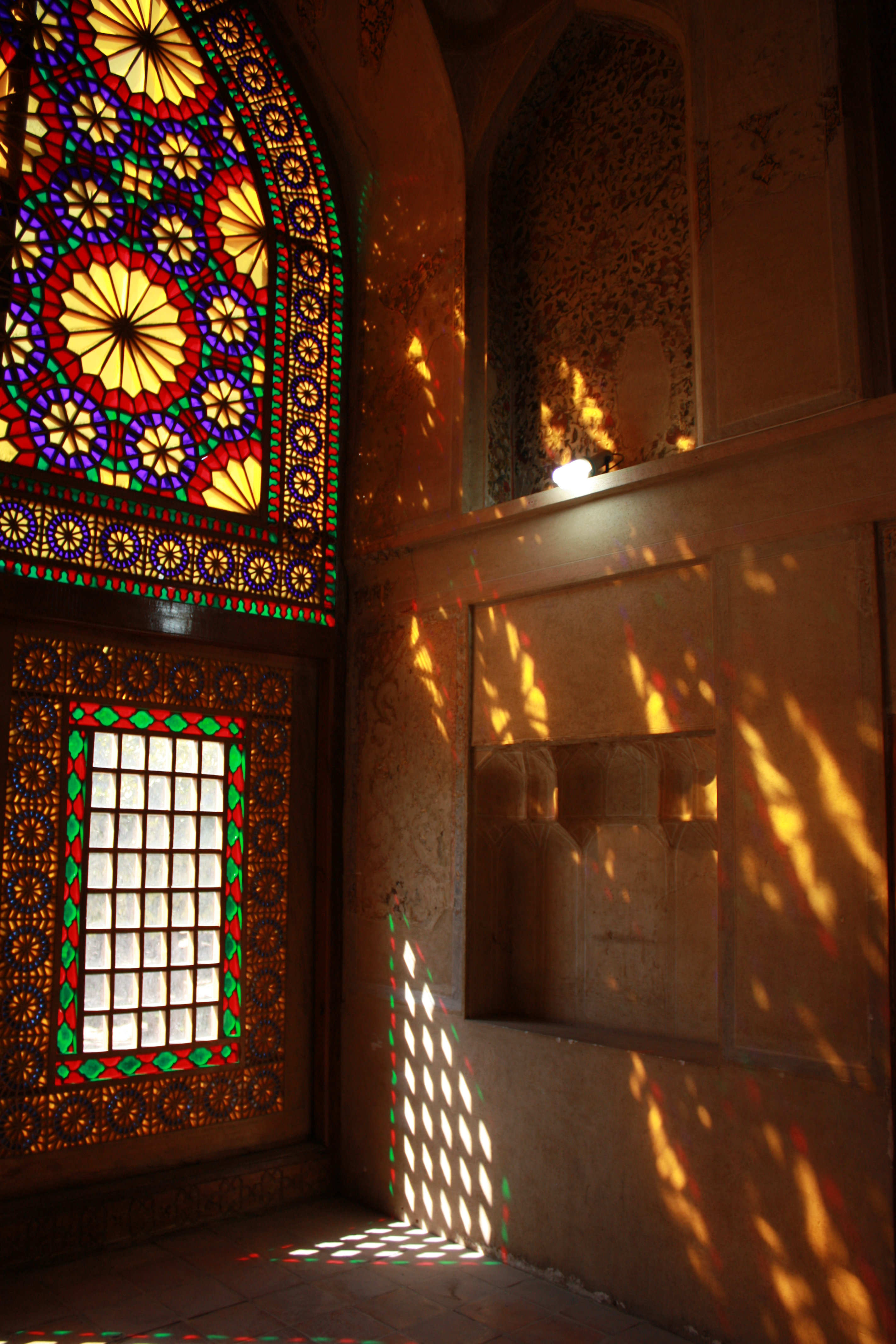
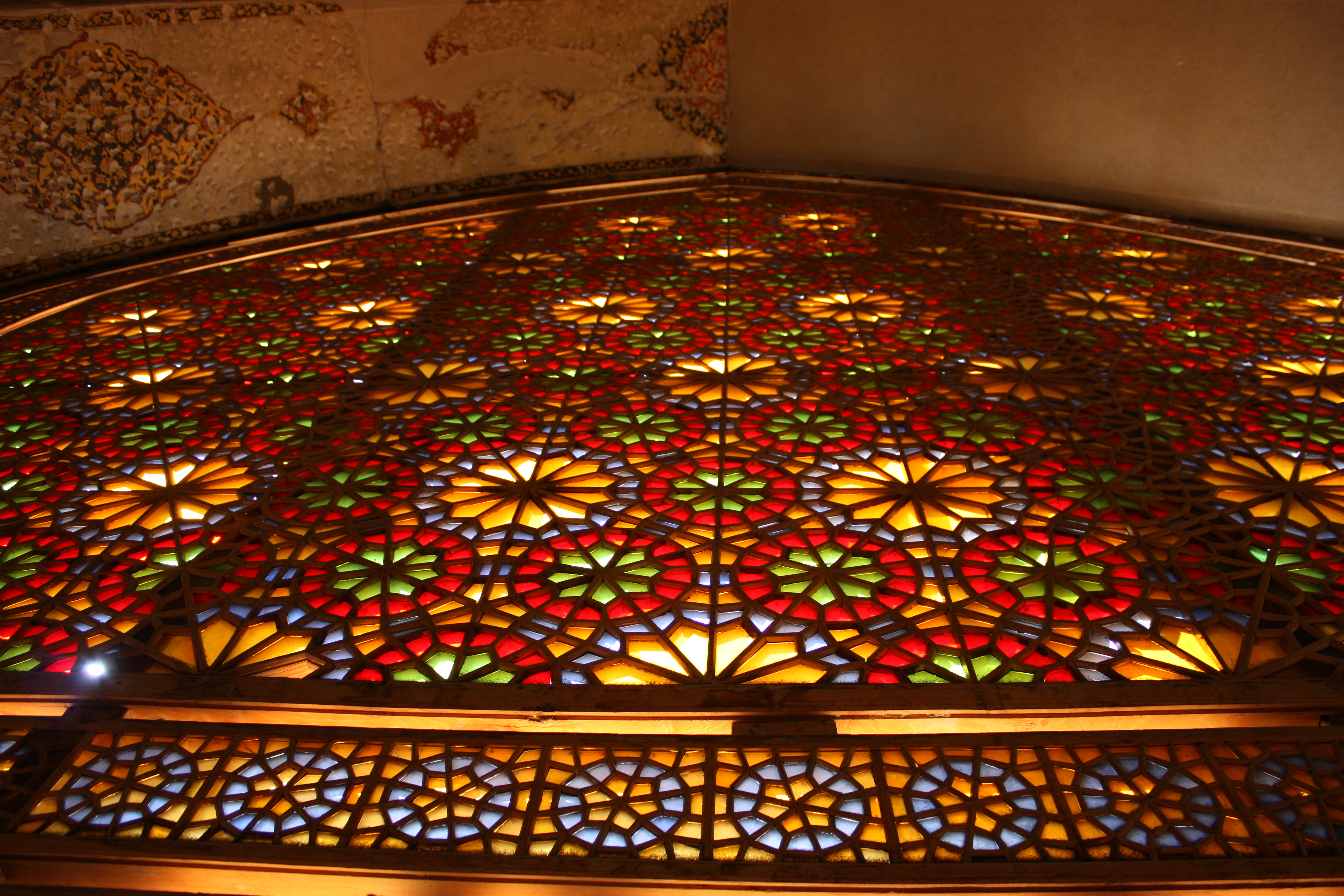
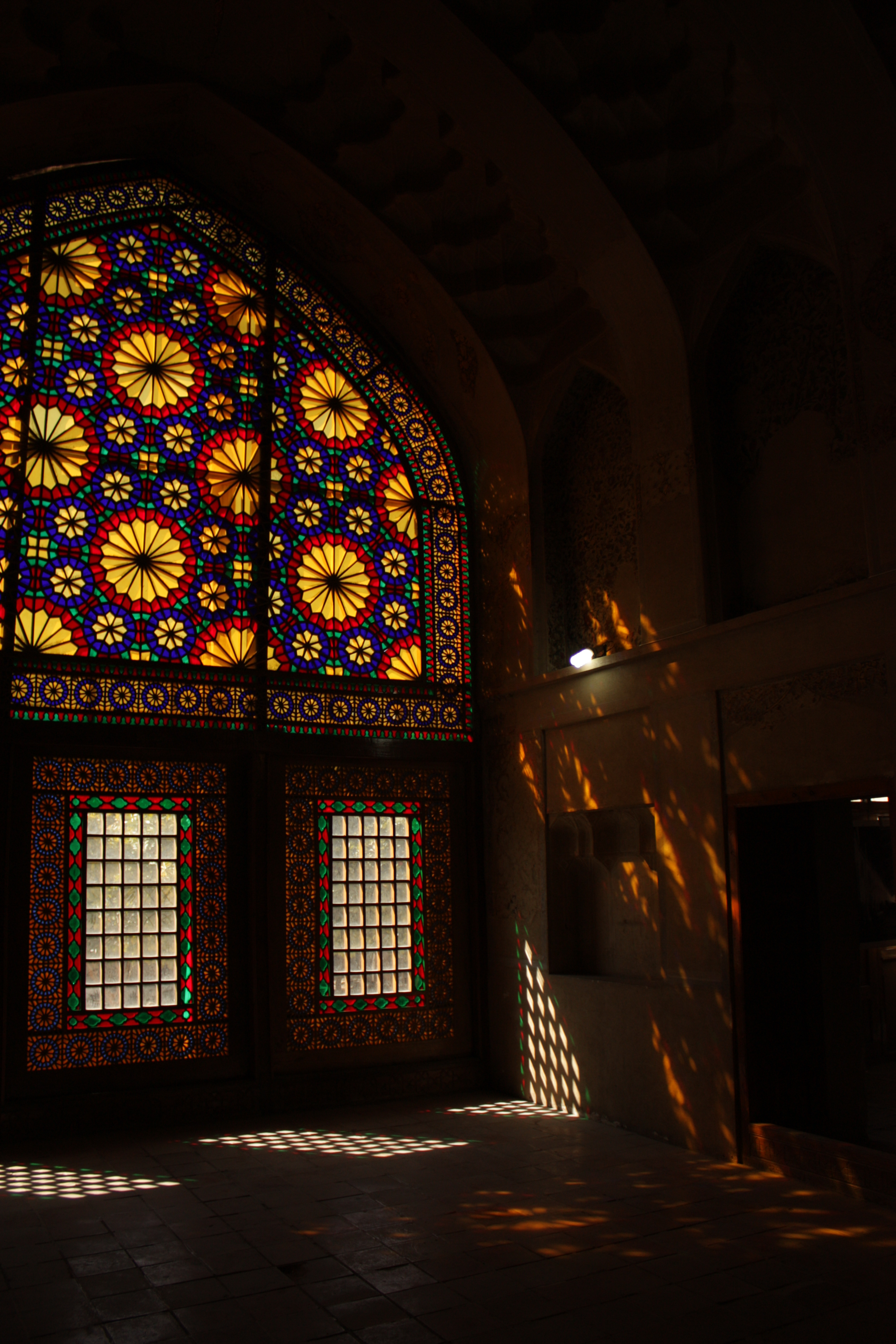
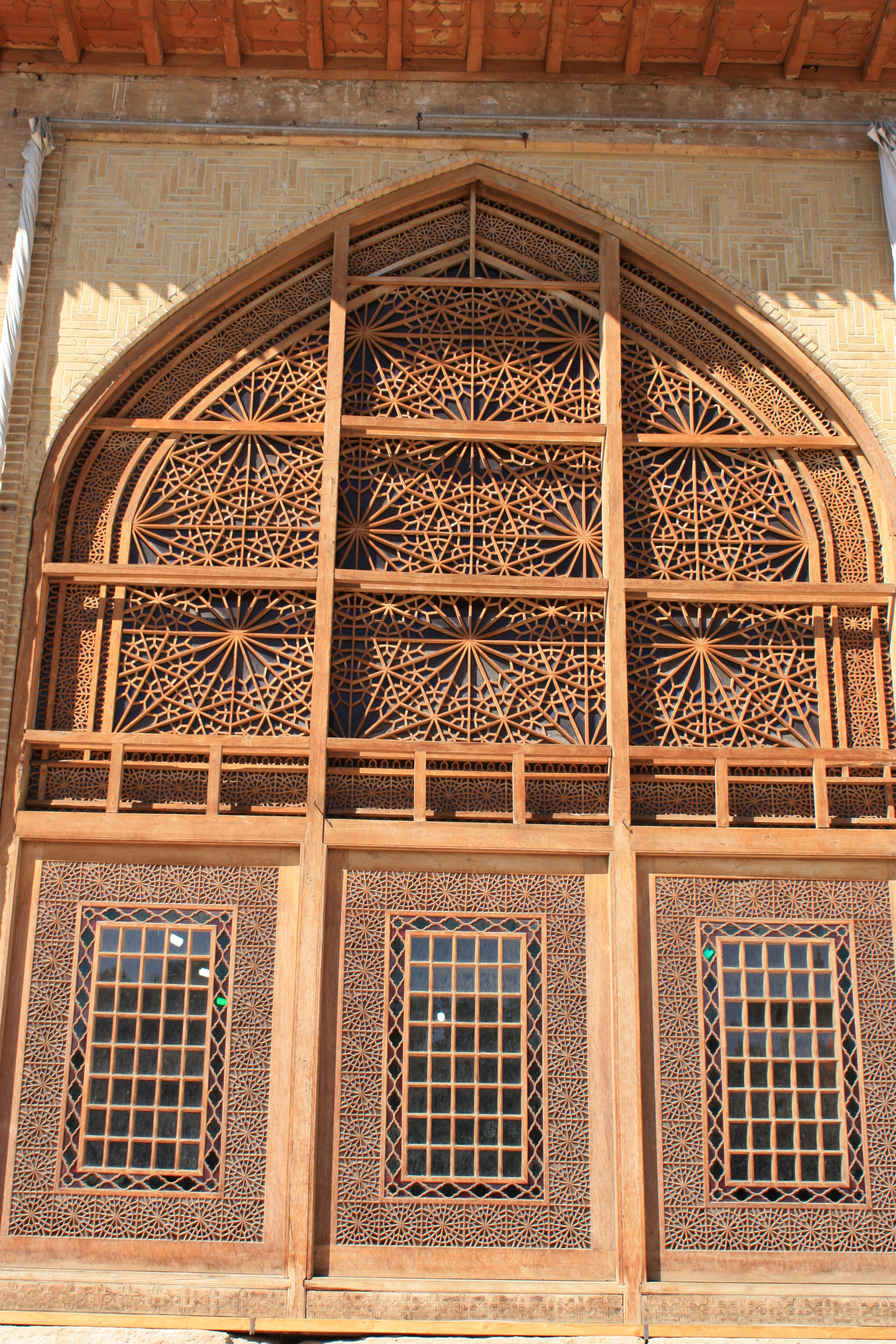
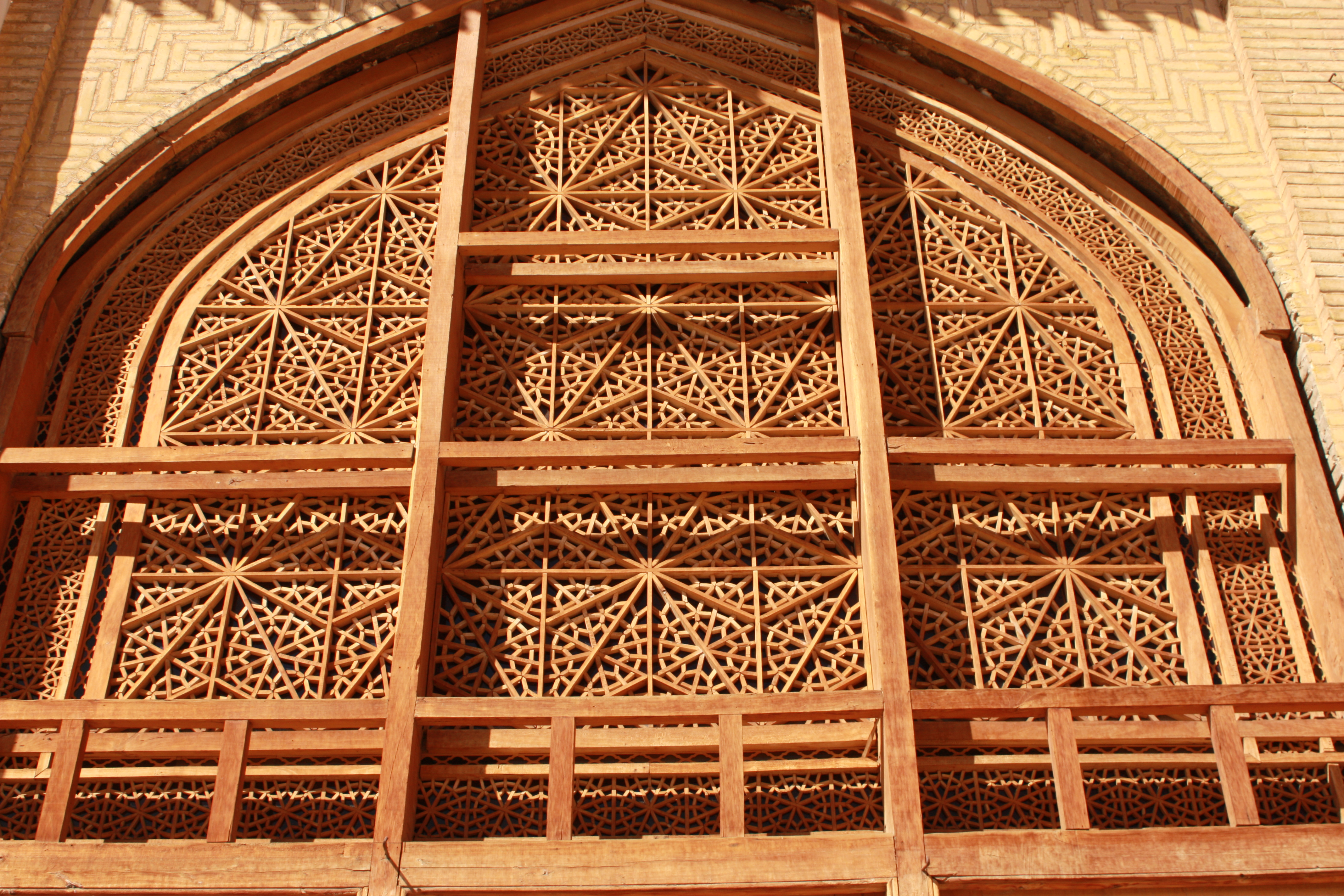
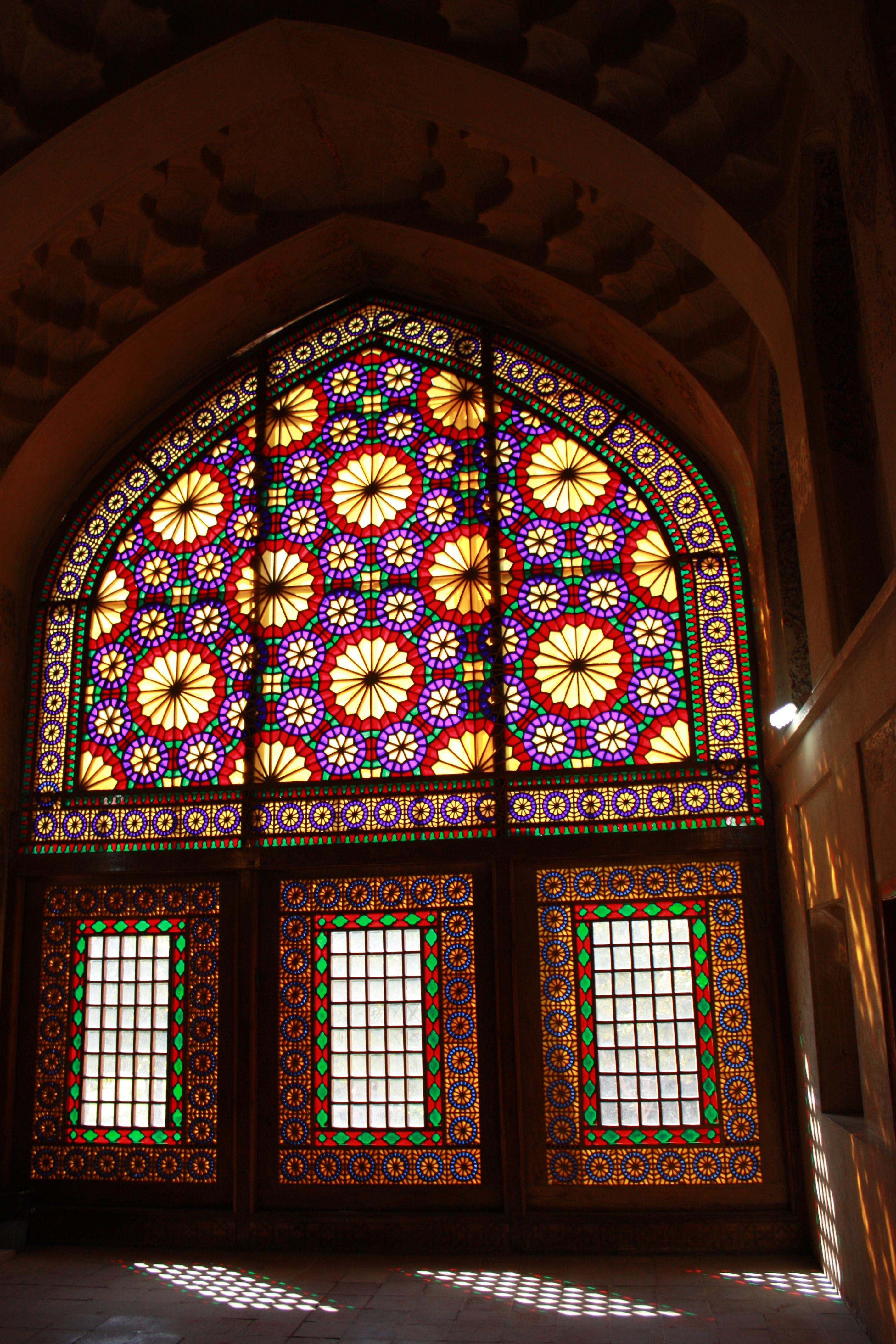
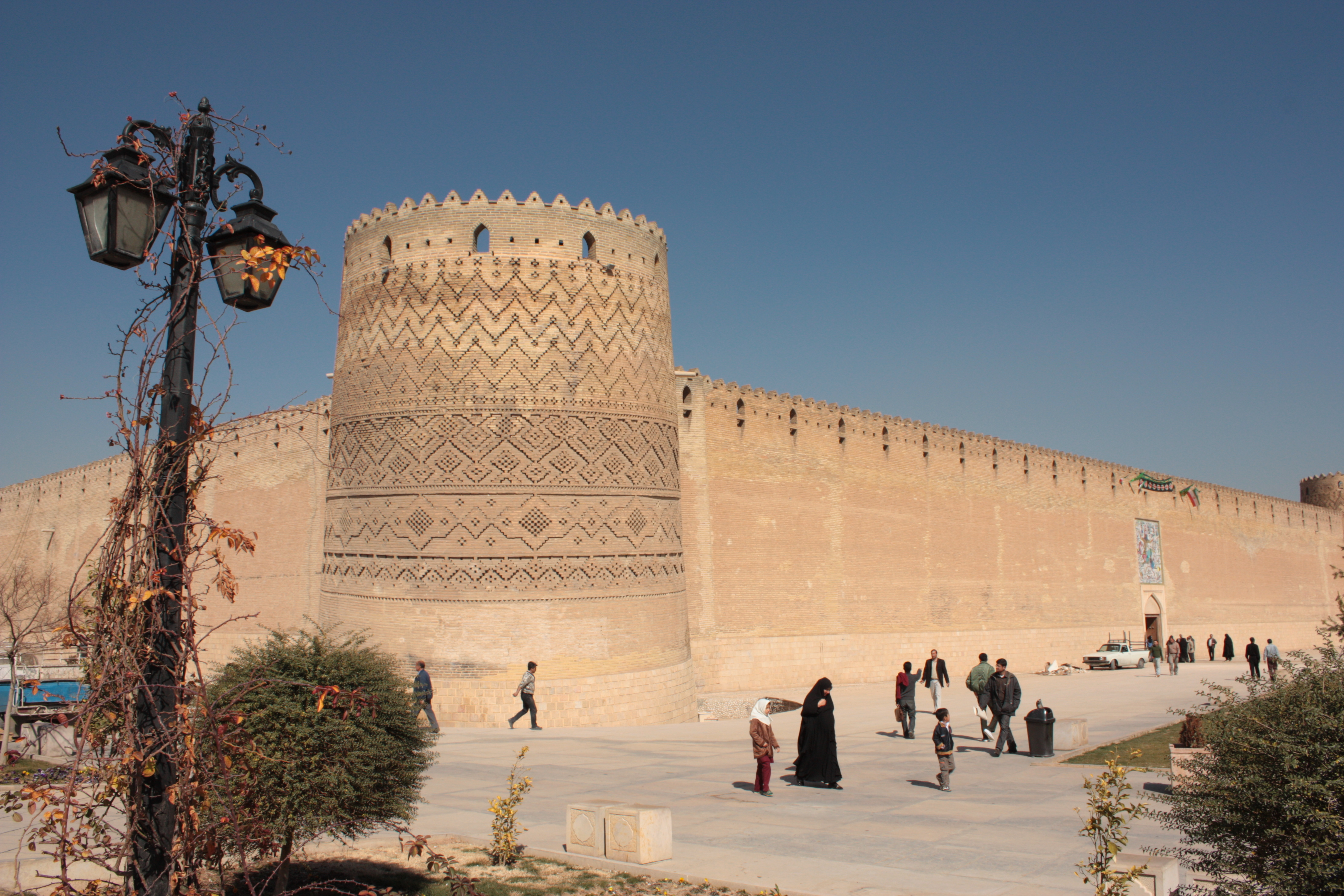
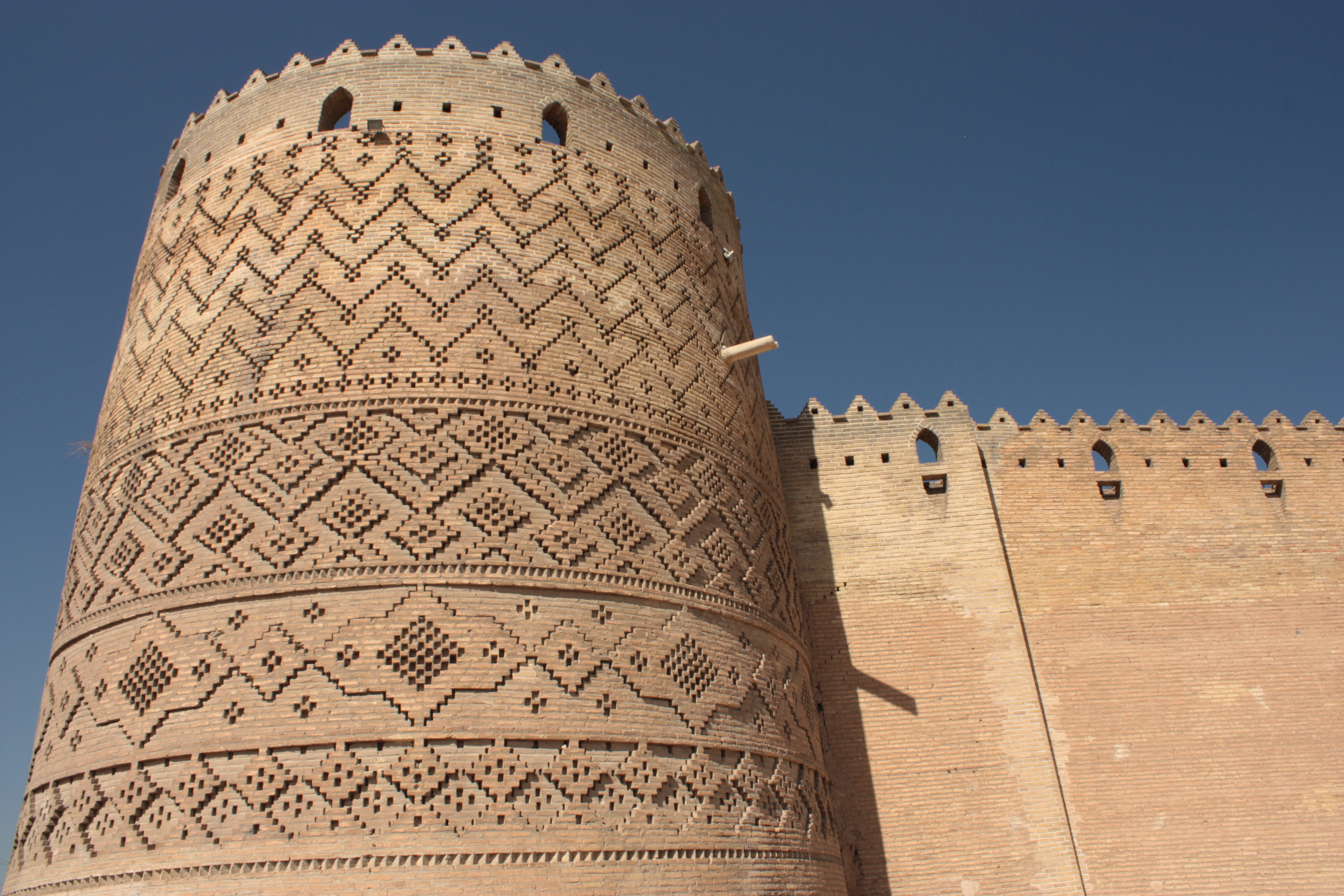
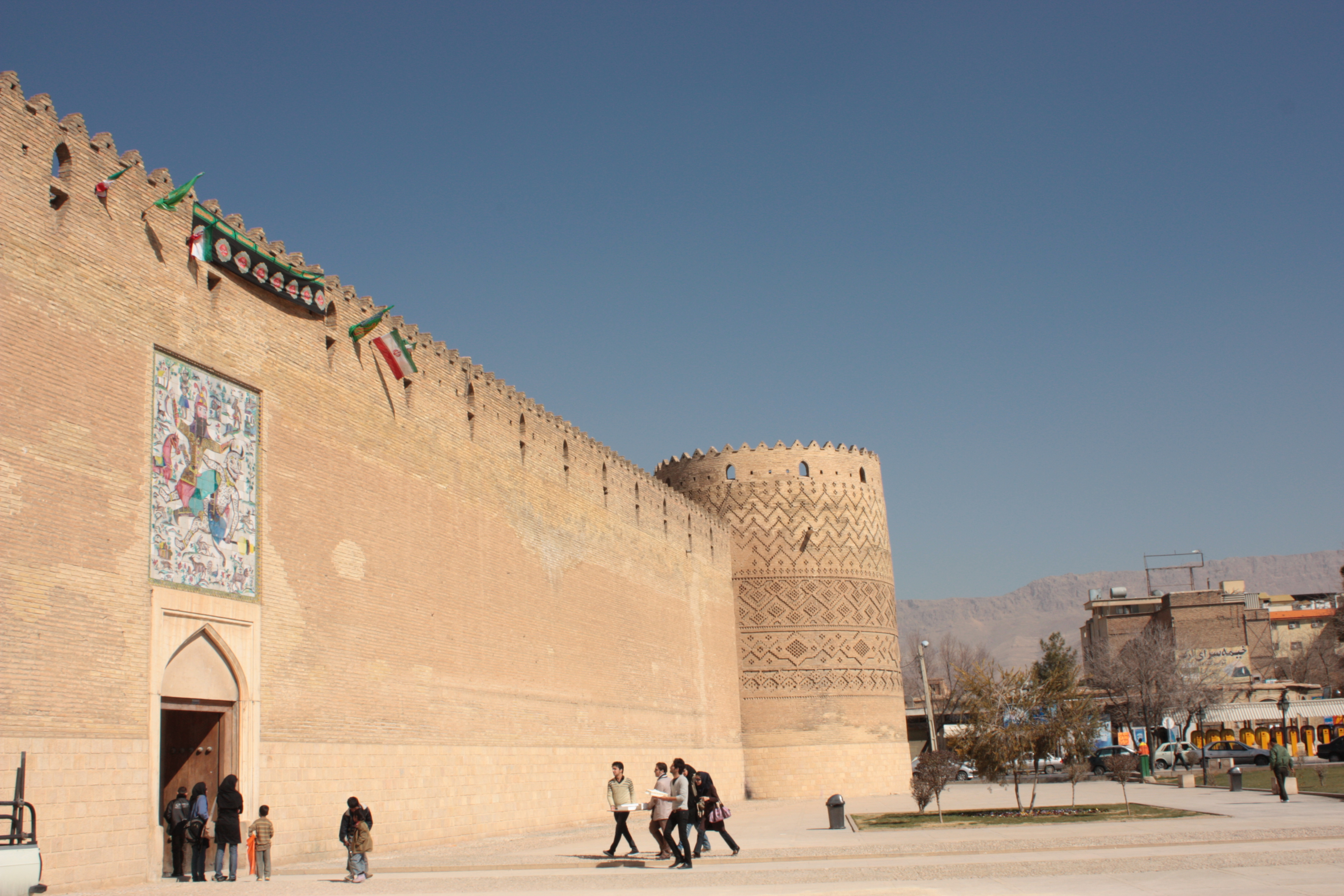
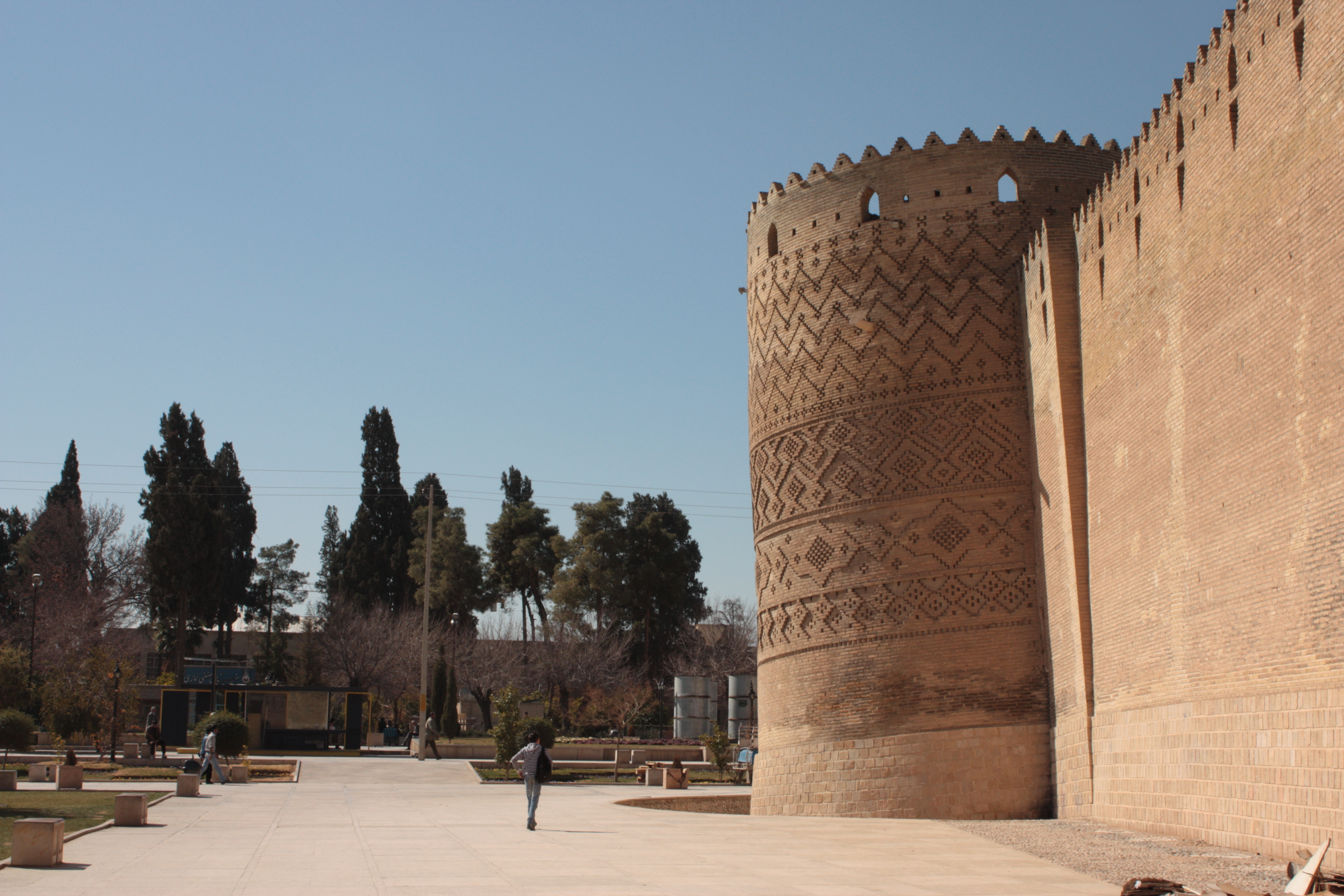
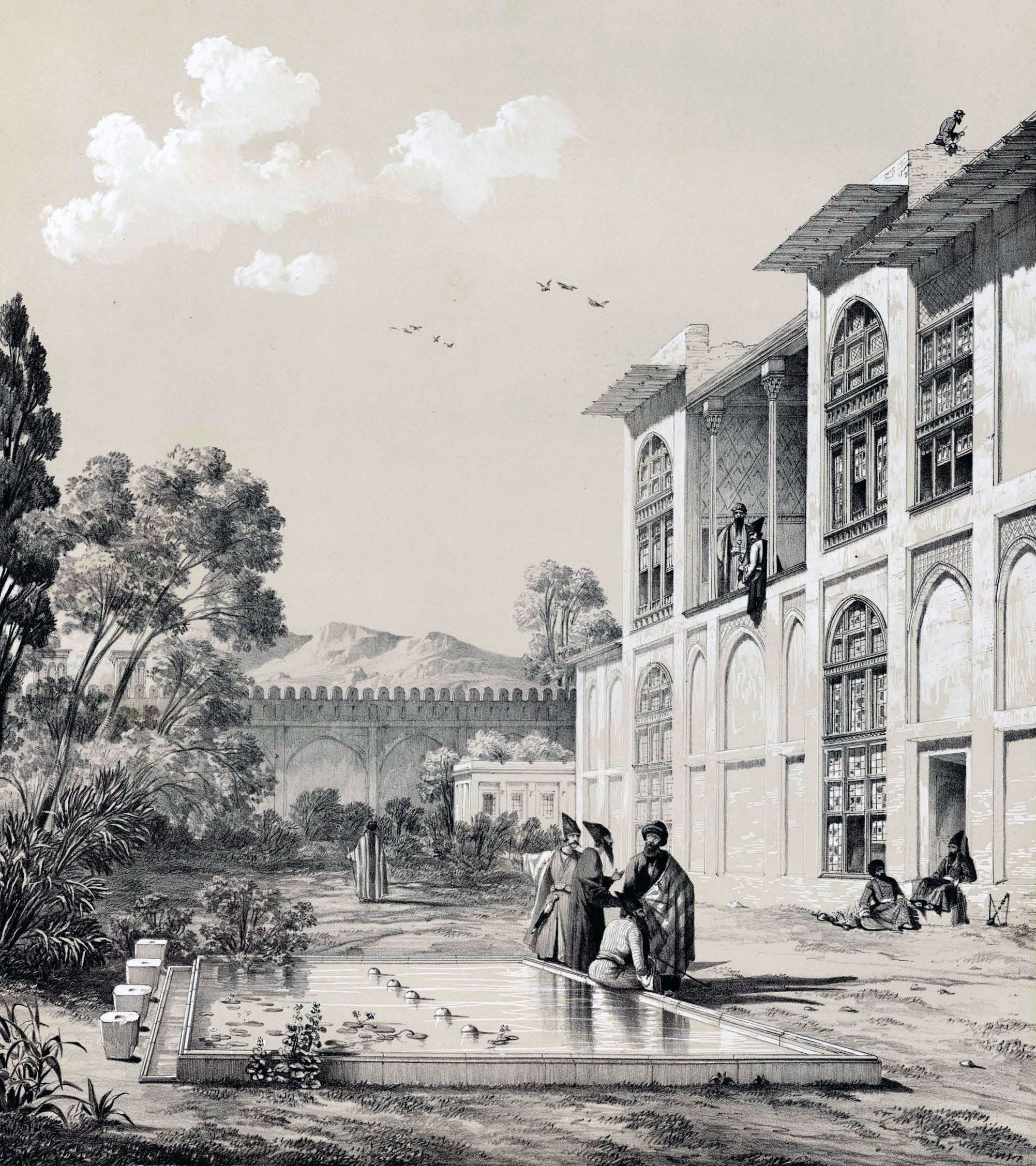
در اوایل حکومت قاجار
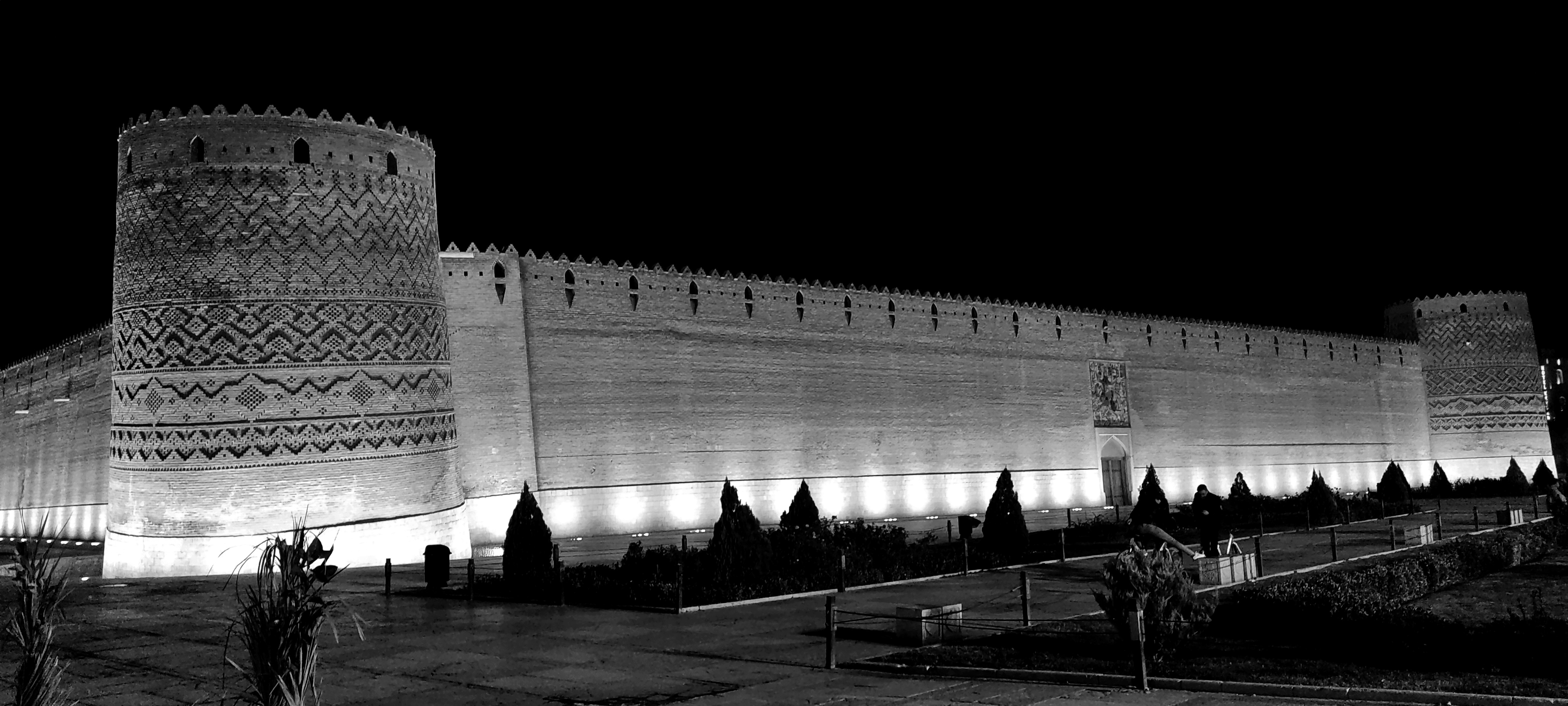
ارگ کریم خانی در شب
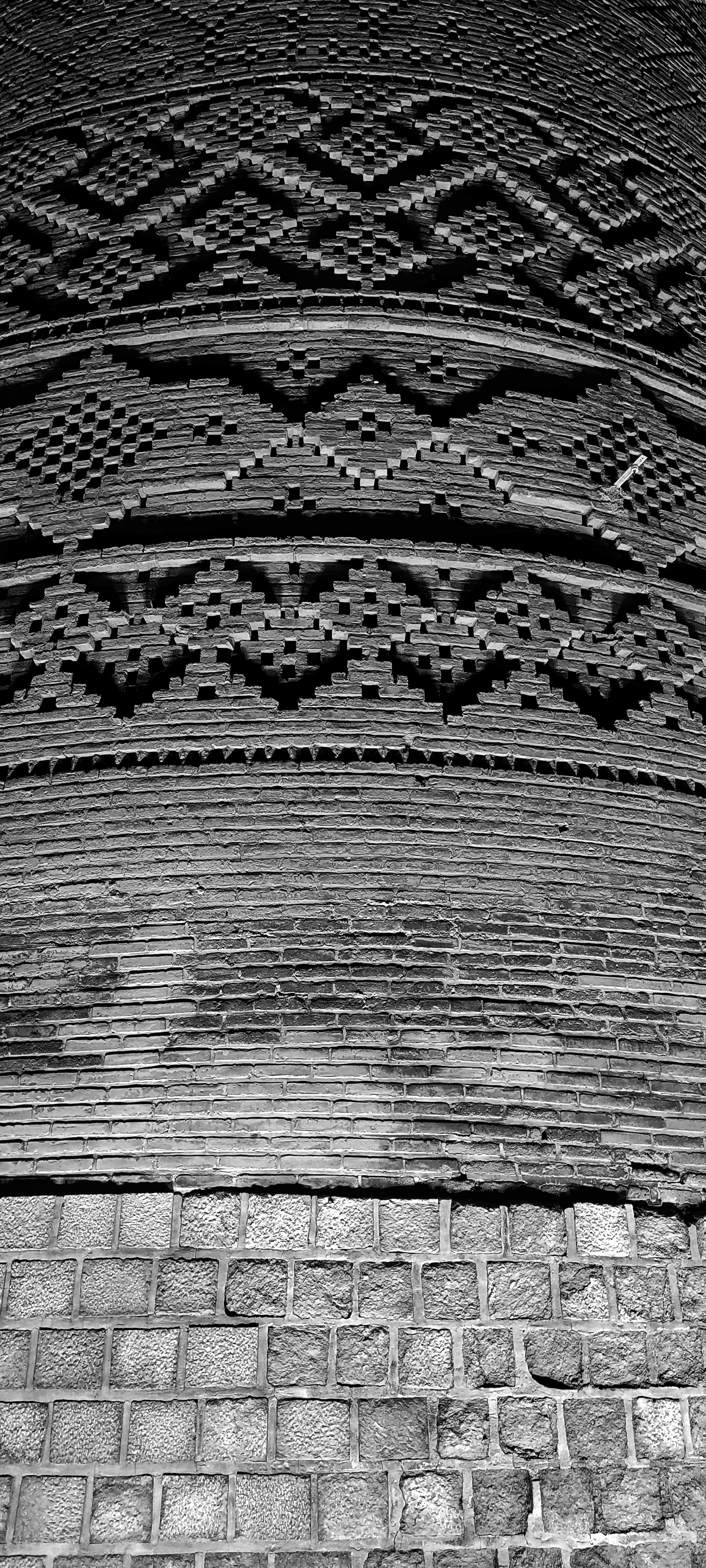
آجر کاری و تزئینات